# Бернеттаун (Південна Кароліна)
Бернеттаун (англ. Burnettown) — місто (англ. town) в США, в окрузі Ейкен штату Південна Кароліна. Населення — 3105 осіб (2020).

## Географія
Бернеттаун розташований за координатами 33°31′16″ пн. ш. 81°51′53″ зх. д. / 33.52111° пн. ш. 81.86472° зх. д. (33.521047, -81.864677).  За даними Бюро перепису населення США в 2010 році місто мало площу 15,62 км², з яких 14,18 км² — суходіл та 1,43 км² — водойми.

## Демографія
Згідно з переписом 2010 року, у місті мешкали 2673 особи в 1042 домогосподарствах у складі 726 родин. Густота населення становила 171 особа/км².  Було 1186 помешкань (76/км²).
Расовий склад населення:
| - 78,3 % — білих - 14,2 % — чорних або афроамериканців - 0,7 % — азіатів - 0,6 % — корінних американців - 4,0 % — осіб інших рас |

До двох чи більше рас належало 2,1 %. Частка іспаномовних становила 6,4 % від усіх жителів.
За віковим діапазоном населення розподілялося таким чином: 23,1 % — особи молодші 18 років, 60,7 % — особи у віці 18—64 років, 16,2 % — особи у віці 65 років та старші. Медіана віку мешканця становила 41,3 року. На 100 осіб жіночої статі у місті припадало 100,7 чоловіків;  на 100 жінок у віці від 18 років та старших — 97,3 чоловіків також старших 18 років.
Середній дохід на одне домашнє господарство  становив 49 225 доларів США (медіана — 34 865), а середній дохід на одну сім'ю — 58 401 долар (медіана — 46 176). Медіана доходів становила 42 350 доларів для чоловіків та 23 676 доларів для жінок. За межею бідності перебувало 21,7 % осіб, у тому числі 44,3 % дітей у віці до 18 років та 13,6 % осіб у віці 65 років та старших.
Цивільне працевлаштоване населення становило 1152 особи. Основні галузі зайнятості: освіта, охорона здоров'я та соціальна допомога — 20,7 %, роздрібна торгівля — 12,2 %, мистецтво, розваги та відпочинок — 11,4 %, будівництво — 10,7 %.